# One Night Stand (2008)
One Night Stand (2008) — pay-per-view шоу федерации рестлинга World Wrestling Entertainment, прошедшее 1 июня 2008 года в «Сан-Диего-спорт-арена» в городе Сан-Диего (Калифорния, США). Шоу стало четвёртым и последним в линейке One Night Stand. В нём приняли участие рестлеры со всех трёх брендов WWE: Raw, SmackDown и ECW.
Главным боем SmackDown! стал матч со «столами, лестницами и стульями» за вакантный титул чемпиона мира в тяжёлом весе между Эджем и Гробовщиком, который завоевал Эдж. Согласно предматчевому условию, Гробовщик вынужден был покинуть WWE. Главным боем бренда Raw стал матч «до последнего на ногах» за титул чемпиона WWE между Triple H и Рэнди Ортоном, в котором победил Triple H.
Главным событием бренда ECW стал Singapore Cane матч в котором приняли участие Биг Шоу, СМ Панк, Джон Моррисон, Чаво Герреро и Томми Дример. Биг Шоу стал победителем, после того как сумел удержать Дримера и стал претендентом номер один на участие в матче за титул чемпиона ECW на следующем шоу Night of Champions.

## Результаты
| №                          | Результат                                                               | Условия | Время |
| -------------------------- | ----------------------------------------------------------------------- | --- | ----- |
| Тёмный                     | Мэтт Харди победил Шелтона Бенджамина                                   | Поединок один на один | н/д   |
| 1                          | Джефф Харди победил Умагу                                               | Удержание можно проводить где-угодно | 09:27 |
| 2                          | Биг Шоу победил СМ Панка, Джона Моррисона, Томми Дримера и Чаво Герреро | Singapore Cane match за возможность побороться за титул чемпиона ECW против Кейн на шоу Night of Champions                                             | 08:35 |
| 3                          | Джон Сина победил Джона Лэйфилда                                        | Поединок «до первой крови» | 14:30 |
| 4                          | Бет Феникс победила Мелину                                              | Поединок «Я сдаюсь» | 09:14 |
| 5                          | Батиста победил Шона Майклза                                            | Stretcher match | 17:00 |
| 6                          | Triple H (c) победил Рэнди Ортона                                       | Поединок «до последнего на ногах» за титул чемпиона WWE                                                                                                | 13:15 |
| 7                          | Эдж победил Гробовщика                                                  | Поединок со «столами, лестницами с стульями» за вакантный титул чемпиона мира в тяжёлом весе; если Гробовщик проигрывает, он должен будет покинуть WWE | 23:50 |
| (c) — чемпион перед матчем |                                                                         | |       |